# دم‌بادبزنی موسائو
دم‌بادبزنی موسائو (نام علمی: Rhipidura matthiae) نام یک گونه از سرده دم‌بادبزنی است.